# Léchéa maritime
Lechea maritima
Espèce
Classification APG III (2009)
La Léchéa maritime (Lechea maritima) est une plante vivace de la famille des Cistaceae. Elle est présente sur la dunes côtières de la côte de l'océan Atlantique de la Caroline du Nord jusqu'au Nouveau-Brunswick.